# Marienhof (Fincken)
Marienhof ist ein Ortsteil der Gemeinde Fincken im Südwesten des Landkreises Mecklenburgische Seenplatte in Mecklenburg-Vorpommern. Bis zur Eingemeindung nach Fincken am 1. Januar 2010 war Marienhof ein Ortsteil der zuvor eigenständigen Gemeinde Jaebetz.
Der Ortsteil Marienhof unterteilt sich in zwei Wohnkomplexe, wobei der größere Teil aus fünf Einzelgehöften besteht, die sich westlich an Jaebetz anschließen. Der zweite, weitaus kleinere Teil ist etwa einen Kilometer vom ersten Komplex entfernt und liegt am Ende der Weidenwegstraße. Dieser beinhaltet lediglich vier Häuser, welche Anfang der 1930er Jahre erbaut wurden. Ursprünglich gab es dort auch eine alte Schmiede, die in der Zeit des Zweiten Weltkrieges abbrannte, die Überreste mit dem Grundstück befinden sich jetzt im Privatbesitz.
Auf kultureller und touristischer Basis zeichnet sich dieser Ortsteil durch das Festival „Irgendwo im Nirgendwo“ aus, das alljährlich stattfindet. Ziel des Festivals ist die Förderung junger regionaler Bands.